# José Manuel Ghiso
José Manuel Ghiso (Cali, 1979) es un bailarín de ballet colombiano de ascendencia italiana

## Trayectoria
Estudió en Incolballet (Instituto Colombiano de Ballet) en Cali. A través de su trayectoria ha sido galardonado con diversos premios en 1996 recibe la mención honorífica en el concurso Internacional de Escuelas de La Habana y en 1997 el primer lugar en el Concurso Nacional de Artes de Cali. En 1998 baila en la Gala Internacional Expo Lisboa, en el Festival de Arte de Roma, en la temporada de verano del Teatro de Madrid y en el Festival Internacional de Ballet de Trujillo, Perú.
Vive en Santiago de Chile y es Primer Bailarín del ballet de Santiago. Se unió a esta compañía en 2000 y fue promovido a primer bailarín por Marcia Haydee en 2006.
Su repertorio incluye piezas cardinales del ballet como La Bella durmiente, Don Quijote, Coppélia, Romeo y Julieta, Carmen, El lago de los cisnes, La bayadera, y Onegin presentada en el Auditorio Adela Reta en Montevideo, Uruguay.